# Szlovenszkói Katolikus Ifjúsági Egyesület
Szlovenszkói Katolikus Ifjúsági Egyesület (SzKIE) felekezeti jellegű ifjúsági szervezet volt az első csehszlovák államban, illetve rövid ideig Magyarországon (1928; 1933-1939).
XI. Piusz pápa Actio Catholica nevű mozgalma alapján 1933-ban szerveződött meg a felvidéken mint katolikus fiú- és leányifjúsági szervezet. 
Pozsonyban az 1896-as alapítású Belvárosi Katolikus Körben még ugyanazon évben megalakították a magyar szakosztályt, mely összefogta a falusi fiú- és leányegyesületeket, és megkezdte az iparos (tanonc) fiatalok szervezését is. Létrehozásában segédkezett az 1925-ben alakított pozsonyi Virágvölgyi Katolikus Kör is.
A magyarországi KALOThoz hasonlóan, a falusi lakosság erkölcsi és anyagi felemelkedését akarta elősegíteni. A mozgalom magyar vonalában központi szerepet játszott Kovács Gyula fülekpüspöki káplán, Meggyesi Sándor peredi igazgató-tanító és Potocsny József, a Sajó Vidék Kiadóvállalat vezetője. A magyar tagozat a Prohászka Ottokár Körök Szövetségével (1928) együtt jelentős részt vállalt a nyári ifjúmunkás táborok megszervezésében. Műkedvelő előadásokat szerveztek, legnevezetesebb 1933-tól a Kanizsay István és Hetényi Antal tanítók által betanított passiójáték. Havonta munkafüzeteket adtak ki.
1936 körül 130 fiú- és 40 leányegyesület létezett, melyekben a SzKIE magyar tagozatának taglétszáma kb. 12.000 tagot számlált, kiket 300 tanító vezetett. 1938 novemberében, az első bécsi döntés alapjáni területek visszacsatolásakor a 188 kör taglétszáma kb. 20.000 fő volt. A visszacsatolt területeken 1939-ben a KALOT illetve a Katolikus Leánykörök Szövetségének helyi csoportjaiként működtek 1945. áprilisi föloszlatásuk és vagyonelkobzásukig.
A szlovák államban maradt, főként városlakó 22 csoportot 1939 tavaszán elsorvasztották, mivel a szlovák viszonossági törvény 95. §-a kiszolgáltatta azt a hivatalnokok ötletszerű intézkedéseinek. Az iskolákból kitiltották a magyar tankönyveket, 1940-ben betiltották a cserkészetet, ekkor egyetlen magyar kulturális szerveződésként csak a nyitrai apácatemplom miséin éneklő Egyházi Magyar Dalárda létezhetett. 1941 decemberében engedélyezték a Szlovenszkói Magyar Kultúregyesület, 1942 tavaszán pedig a Szlovenszkói Magyar Katolikus Egyesület megalapítását, mely 10 településen (Berencs, Gímes, Lédec, Menyhe, Nagyszombat, Nyitracsehi, Pozsonypüspöki, Szunyogdi, Vicsápapáti és Vihnyepeszerény) helyi csoportot szervezett. Ez volt az egyetlen magyar szervezet, mely nem csak egyetlen településen működhetett. 1945. áprilisában a kassai kormányprogram minden magyar egyesülettel együtt föloszlatta.
Lapjai: a rozsnyói Katolikus Ifjú (1933), utóbb a kéthavonta megjelenő Ifjúságunk (1933-1938).